# Pride Park Stadion
A Pride Park Stadion vagy más néven The iPro Stadion egy 1997-ben épült labdarúgó-stadion Derby városában. A Derby County FC csapatának otthona.